# Crataegus holmesiana
Crataegus holmesiana — вид квіткових рослин із родини трояндових (Rosaceae).

## Біоморфологічна характеристика

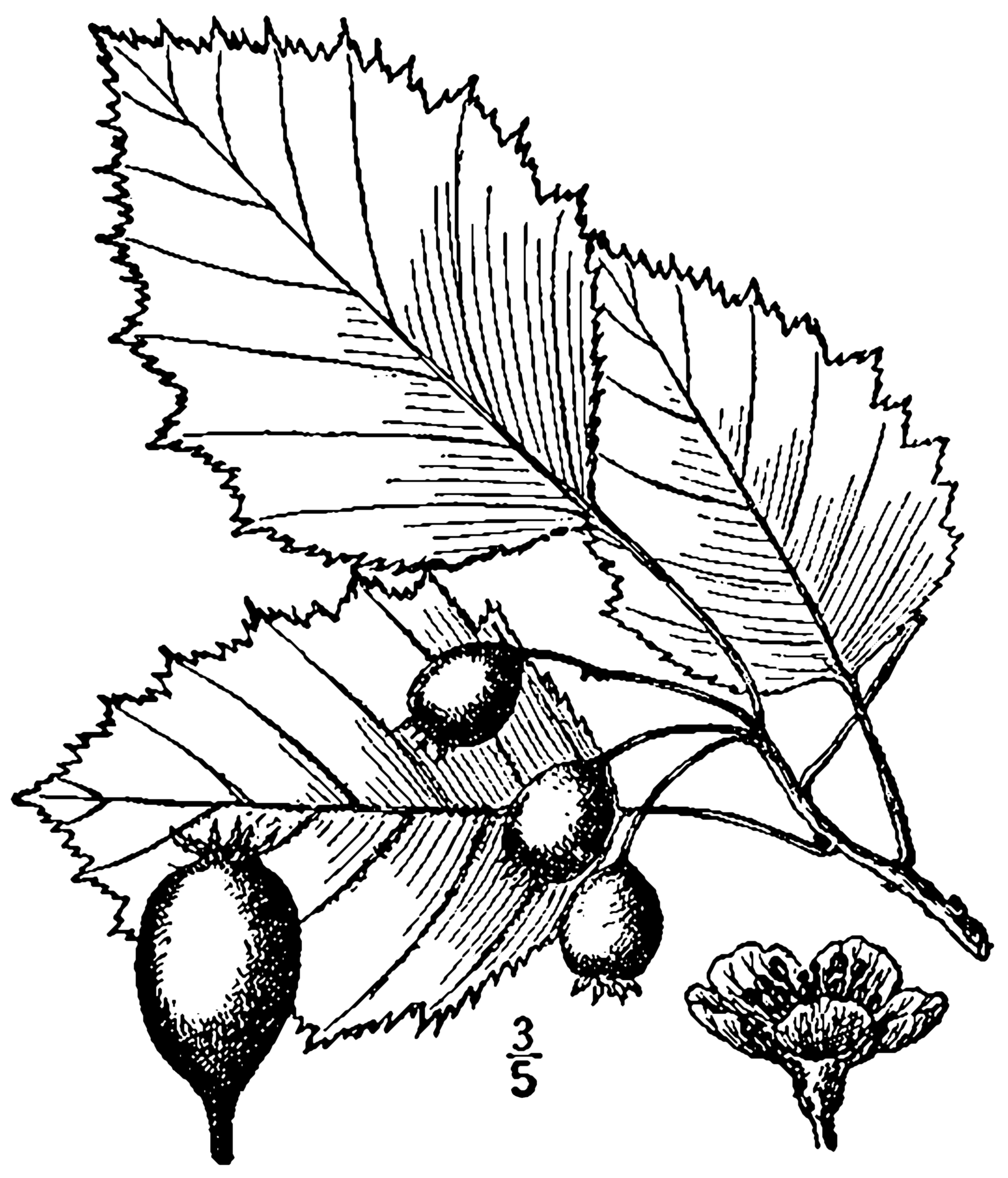
ілюстрація

Це дерево чи кущ 40–70(100) дм заввишки. Нові гілочки від зеленуватих до червонуватих, голі чи запушені; колючки на гілочках вигнуті, часто тонкі, 3–6 см. Листки: ніжки листків 30–35% від довжини пластини, від ± голих до густо волосистих, часто рідко залозисті; листові пластини ± вузько яйцеподібні, 6–9 см, основа клиноподібна чи ± округла, верхівки часток загострені, краї пилчасті або 2-пилчасті, верхня поверхня густо шершаво-запушена молодою. Квітки: гіпантій зазвичай запушений; чашолистки 5–8(10) мм; пиляки від рожевих до рожево-пурпурних, іноді малинового кольору. Яблука від яскраво-червоного до темно-червоного, від еліпсоїдних до широко грушоподібних, 12–14 мм у діаметрі, зазвичай голі. 2n = 34, 51. Період цвітіння: травень; період плодоношення: вересень і жовтень.

## Ареал
Зростає на північному сході США (Коннектикут, Іллінойс, Массачусетс, Мен, Мічиган, Міннесота, Нью-Гемпшир, Нью-Джерсі, Нью-Йорк, Огайо, Пенсильванія, Род-Айленд, Вермонт, Вісконсин, Західна Вірджинія) й сході Канади (Онтаріо, Острів Принца Едуарда, Квебек).
Населяє узлісся, старі пасовища, паркани; на висотах 10–300 метрів.

## Використання
Плоди вживають сирими чи приготованими. Чудовий десертний фрукт, має кислий, але солодкий смак, соковитий, але з борошнистою консистенцією. Деякі форми мають плоди з неприємним смаком. Плоди також можна використовувати для приготування пирогів, консервів тощо, а також їх можна висушити для подальшого використання.
Хоча конкретних згадок про цей вид не було помічено, плоди і квіти багатьох глоду добре відомі в трав’яній народній медицині як серцевий тонізуючий засіб, і сучасні дослідження підтвердили це використання.
Деревина роду Crataegus, як правило, має хорошу якість, хоча вона часто занадто мала, щоб мати велику цінність.